# Melchior Wezel
Melchior Wezel   (16 de novembre de 1903 - Locarno, 7 de desembre de 1989) va ser un gimnasta artístic suís que va competir durant la dècada de 1920.
El 1928 va prendre part en els Jocs Olímpics d'Amsterdam, on disputà les set proves del programa de gimnàstica. Guanyà la medalla d'or en el concurs complet per equips. En la resta de proves destaca la setena posició en les proves de barres paral·leles i cavall amb arcs, mentre en les altres finalitzà més enllà de la desena posició.